# أحمد بن يونس العيثاوي
أحمد بن يونس العيثاوي هو شهاب الدين أبو العباس أحمد بن يونس بن عبدالوهاب بن أحمد بن أبي بكر العَيْثاوي، نسبة إلى "عَيْثا" من قرى البقاع العزيزي في ضواحي دمشق، الدمشقي الشافعي.

## حياته العلمية
ولد بدمشق في 941 هـ. كان أحد شيوخ العلماء بالشام، وتصدر للتدريس والإفتاء، وعُدّ مفتي الشافعية بدمشق في زمانه وكان المعول على فتواه. تولى إمامة الجامع الأموي وخطابة الجامع المعلق في دمشق ودرس في المدرسة العزيزية والعمرية والظاهرية والشامية البرانية. وكان المقدم للإمامة بالناس في صلاة الاستسقاء في دمشق.

## شيوخه
لزم والده يونس بن عبد الوهاب العيثاوي وقرأ عليه الفقه، ثم أشار عليه بلزوم الشيخ النور علي السنفي المصري نزيل دمشق، فلازمه حتى أجازه بالفتوى. كما قرأ القرآن على الشيخ شهاب الدين أحمد بن التينة، وقرأ القراءات عن الشهاب أحمد الطيبي، وأخذ الحديث عن ابن طولون الصالحي، كما أجازه بدر الدين الغزي.

## تلاميذه
ممن أخذ عنه:
- الحسن بن محمد البوريني الذي لازمه وقرأ عليه الفقه وأجازه بالفتوى سنة 1000 هـ، كما أشار عليه بالزواج من أخت زوجته.[4]
- نجم الدين الغزي: لازمه من قبل عام 690 هـ إلى مماته، وكان من أقرب تلاميذه إليه، وقرأ عليه الفقه، وأجازه العيثاوي بالفتوى، وزوجه إحدى بناته فتوفيت عنده فزوجه الأخرى، وقبل وفاته أوكل إليه التدريس بالمدرسة الشامية البرانية.[2]

## مؤلفاته
له كتاب "الحَبَب" في الفقه الشافعي، وشرحه المسمى "الخَبَب في التقاط الحبب"، وألف رسالة في بناء المنارة البيضاء التي بنيت على كنيسة النصارى بدمشق.

## وفاته
أصيب الشهاب العيثاوي بحمى الربع في شعبان 1025 هـ، وظل مريضاً حتى توفي في مستهل ذي الحجة من العام ذاته عن 84 سنة، ودفن بمقبرة الباب الصغير عند رأس أبيه.